# Kristina Riska
Kristina Marita Riska, född 11 januari 1960 i Helsingfors, är en finländsk keramiker.
Kristina Riska utbildade sig i keramik för Kyllikki Salmenhaara vid Konstindustriella högskolan 1979–1984 och var lärare där 1988–1997. 1989–1992 arbetade hon i en egen studio i Kabelfabriken i Helsingfors, och sedan 1992 har hon varit knuten till Arabia som studiokonstnär.
Hennes specialitet är keramiska verk hopfogade av tunna lerplattor, som hon till en början gav kärlform, framför allt som höga vaser, vilka på utställningarna kombinerades till uttrycksfulla grupper. Senare har hennes formvärld fått en mera abstrakt prägel, av de sinnrikt behandlade plattorna bygger hon upp fria skulpturer, reliefer eller installationer.
Kristina Riska finns representerad vid Nationalmuseum i Stockholm.